# 二子新地駅
二子新地駅（ふたこしんちえき）は、神奈川県川崎市高津区二子二丁目にある、東急田園都市線の駅である。駅番号はDT-08。

## 概要
当駅は田園都市線単独駅である。田園都市線列車の他、複々線を利用して溝の口駅まで乗り入れる大井町線列車のうち各停の一部が停車するが、当駅前後の複々線区間では田園都市線用線路を経由しての停車となる。大井町線用線路にはホームがないため、溝の口駅と異なり正式な大井町線の駅としては扱われていない（高津駅も同様の扱いである）。駅番号も田園都市線のDT-08のみが付与されている。
駅名は「ふたこしんち」と濁らず読むが、地名の二子は「ふたご」と濁って読む。

## 歴史

### 年表
- 1927年（昭和2年）7月15日 - 玉川電気鉄道溝ノ口線（現・田園都市線）二子電停として開設[1]。当時は軌道法による専用軌道の停留所であった。
- 1935年（昭和10年）頃：二子新地前へ改称。
- 1943年（昭和18年）7月1日：大井町線へ編入され、狭軌 (1,067mm) へ改軌、鉄道駅となる[1]。
- 1966年（昭和41年）3月18日：二子橋梁（専用橋梁）竣工に伴い、高架駅化[1]。
- 1977年（昭和52年）12月16日：二子新地駅へ改称[1]。
- 2005年（平成17年）
  - 1月31日：複々線化工事進捗に伴い下り線切替、新下りホーム使用開始[2]。同時に下りホームがバリアフリー化された。
  - 8月27日：複々線化工事進捗に伴い上り線切替、旧下りホームを仮設上りホームとして使用開始[3]。
- 2006年（平成18年）7月30日：旧上りホームを改築の上、上り線を再度切替えて新上りホームとして使用開始[4]。同時に上りホームがバリアフリー化された[4]。
- 2008年（平成20年）：仮設上りホーム跡に通過線2本を設置。
- 2009年（平成21年）
  - 7月4日：新設改札（西口）使用開始。
  - 7月11日：複々線化工事完成、大井町線延伸。同線一部列車停車開始。

### 駅名の由来
かつて、江戸幕府が江戸護衛の最前線と位置付けていた多摩川には架橋が制限されていたため、長く渡船「二子の渡し」が両岸の大山街道を連絡していた。しかし、時代が流れ、ここに橋が架けられることとなった。
その際、この付近一帯には街道宿が数軒立地していた他は静かな田園地帯であり、かつ繁華街がなかったため、役人接待のために芸者を呼び、歓楽街が開かれ、それが「二子新地」と呼ばれた（関西では、歓楽街のことを「新地」と呼ぶ）。
当駅は開業当初、地名から「二子」と言う名称であったが、「二子新地」に立地していたことから「二子新地前（ふたこしんちまえ）」と改称された。しかし、時が流れて歓楽街は姿を消したことで「前」を取って現駅名へ改称された。
当駅周辺が三業地として華やいだ時代の面影を21世紀の現在に伝えるように、当時から民家が建ち並んでいた地域のほぼ全域に「二子三業組合」の銘板が配された街灯柱が建てられており、今も町内を明るく照らし続けている。また、その経緯ゆえか、当駅周辺には居酒屋が多く立地し、近隣には料亭もいくつか残っており、往時を偲ばせる。

## 駅構造
相対式ホーム2面4線を有する高架駅。改札口は東口・西口の2か所で、多摩川花火大会開催時にはさらに臨時改札口が設置される。(上り線のみ・後述)
複々線化工事が行われるまではバリアフリー設備や駅構内トイレが設置されていなかったが、同時施工された駅改良工事によってエレベーター・エスカレーター・幅広型自動改札機および多機能トイレが設置された。なお、駅入口付近にも川崎市管理の仮設トイレがある。
2007年（平成19年）6月までは早朝と夜間（朝7時以前および夜21時以降）のみ駅員無配置だったが、同年7月からは終日駅員が配置されるようになった。
駅売店「toks」は、早朝 - 14時までの営業である。また、川崎信用金庫ATMが駅構内に設置されている。
複々線化工事前はホームが狭く、田園都市線の地上区間で唯一駅名標が壁面に埋め込まれている箇所があった。

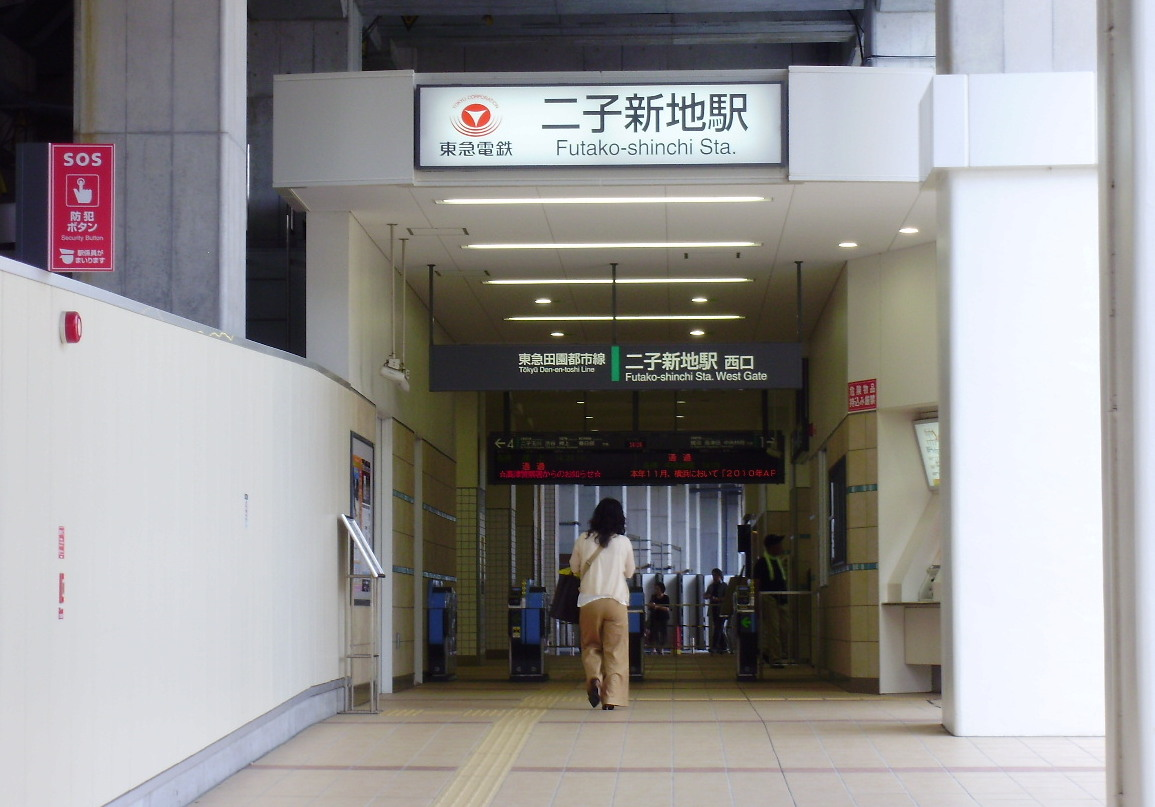
西口
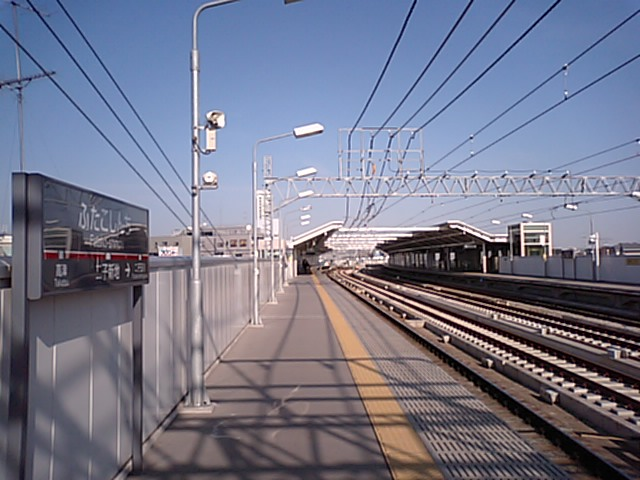
上りホーム高津方から見たホーム全景（2007年12月21日）
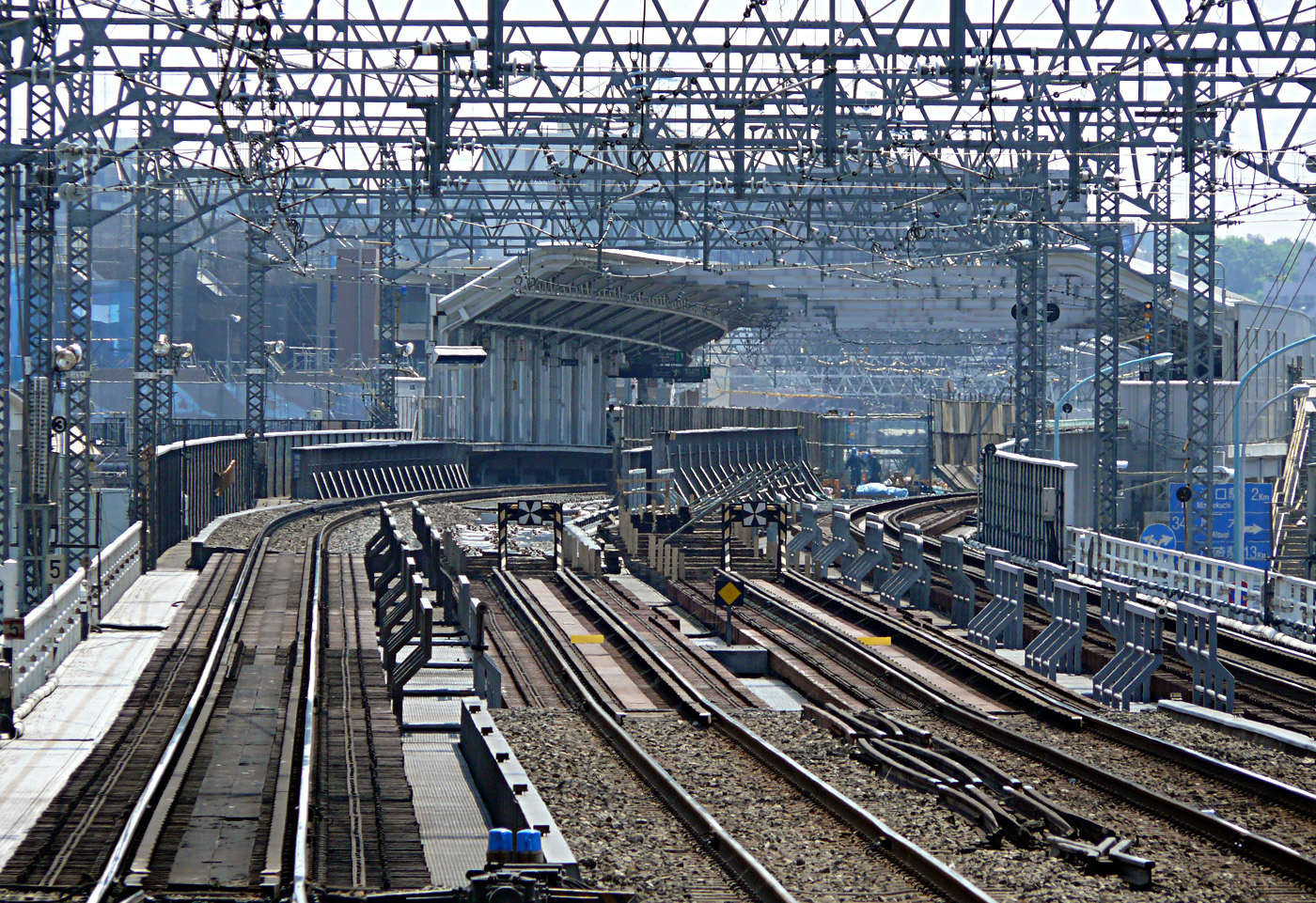
二子玉川駅ホームより撮影（2007年5月4日）。撮影時点ではまだ中央の線路は二子新地駅までは敷設されていない。
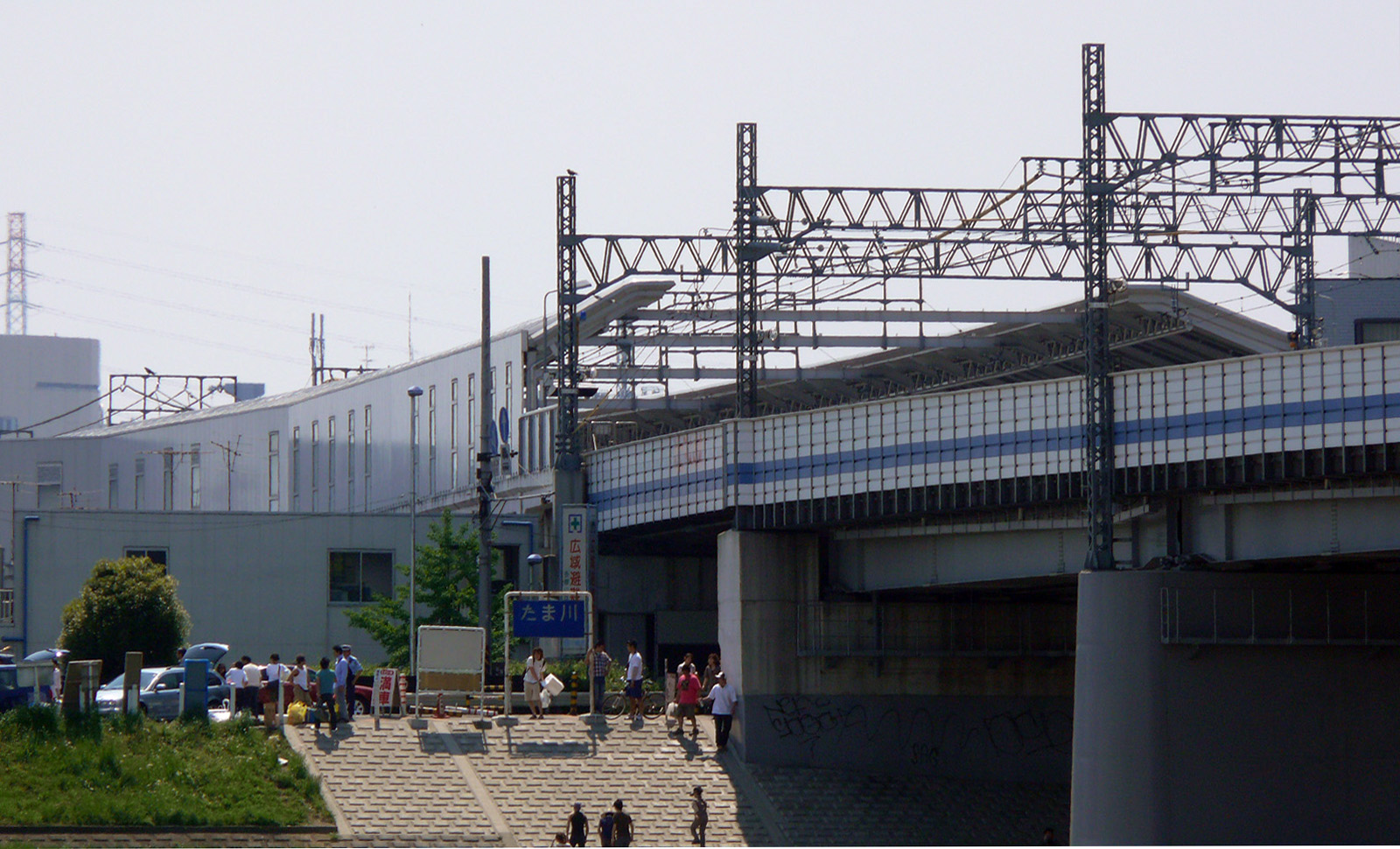
多摩川対岸より撮影（2007年5月4日）

### のりば
| 番線 | 路線       | 方向 | 行先                                     | 備考                   |
| ---- | ---------- | ---- | ---------------------------------------- | ---------------------- |
| 1    | 田園都市線 | 下り | 鷺沼・長津田・中央林間方面               | 大井町線溝の口行き含む |
| 4    | 田園都市線 | 上り | 渋谷・押上〈スカイツリー前〉・春日部方面 | 大井町線大井町方面含む |

- 大井町線の通過線にホームはないが、下りが2番線、上りが3番線という設定になっている。そのため、ホーム番線表示は下りに1、上りに4が振られている。なお、上下線共に案内標や発車標には大井町線に関する言及がない。
- 田園都市線各駅停車全列車と、大井町線各駅停車のうち種別表示が青色の列車のみ停車する。当駅に停車する大井町線列車は日中（11 - 15時台）に上下線で毎時各4本（合計20往復）、および早朝5 - 6時台の上り（大井町方面）で3本と夜間・深夜20 - 24時台の下り（溝の口方面）で5 - 8本（曜日により異なる）である。
- 世田谷区たまがわ花火大会・川崎市制記念多摩川花火大会開催日のみ4番線ホーム二子玉川寄りに下車客専用として使用される臨時階段が設置され、ここから二子橋西詰脇の高架下に設けられる臨時改札口を通じて河川敷へとアクセスすることが可能。なお、それ以外の日はホームに仕切りがされており、使用できない。
- エスカレーターは、当初下りホームへは下り方向のみ設置され、上り方向はなかったが、上りホームに上下双方のものが設置されたのに合わせ、下りホームにも上り方向のものが追加で設置された。
- 当駅は田園都市線の中で自動改札機[注釈 2] の導入が遅い方であった。それまでは早朝と深夜に券売機が閉鎖され、当駅から乗車する場合は下車駅の出札口または車内で精算する必要があった。また、JRの無人駅などに見られる乗車駅証明書発行機も設置されていなかった。
- 当駅と高津駅との駅間距離はおよそ600m程度しか離れておらず、これは東急田園都市線内で最短である。

### 複々線化・駅改良工事
当駅は、2000年（平成12年）頃 - 2009年（平成21年）までの予定で、田園都市線複々線化工事に関連して大規模な改良工事が行われた。

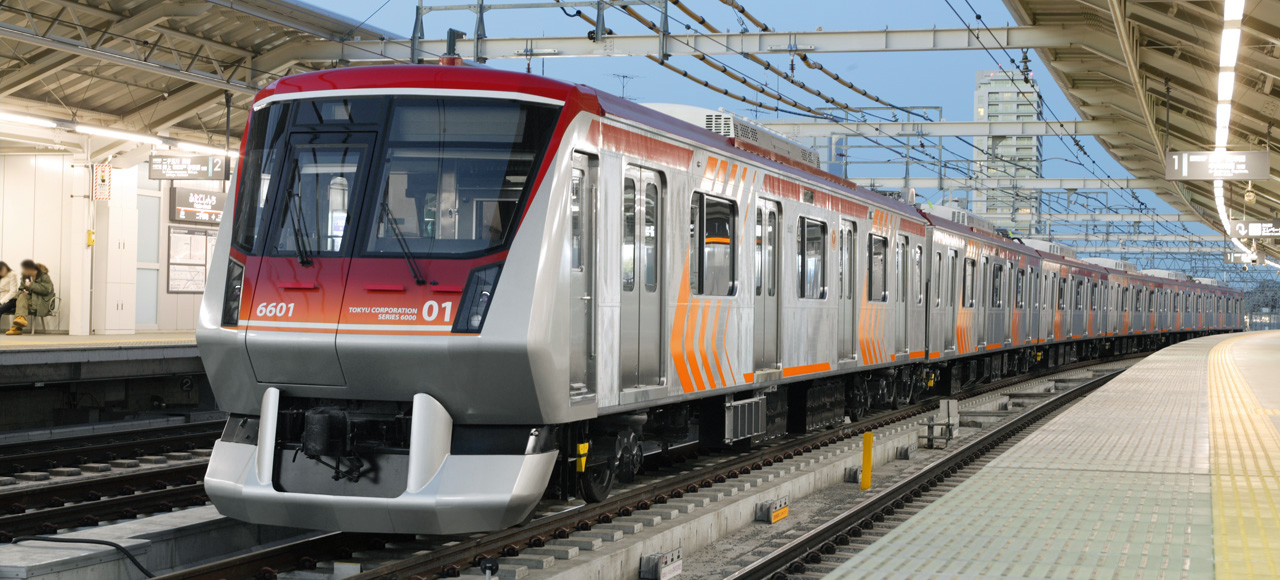
運用開始前に留置されていた大井町線用の2代目6000系
（2008年2月14日）

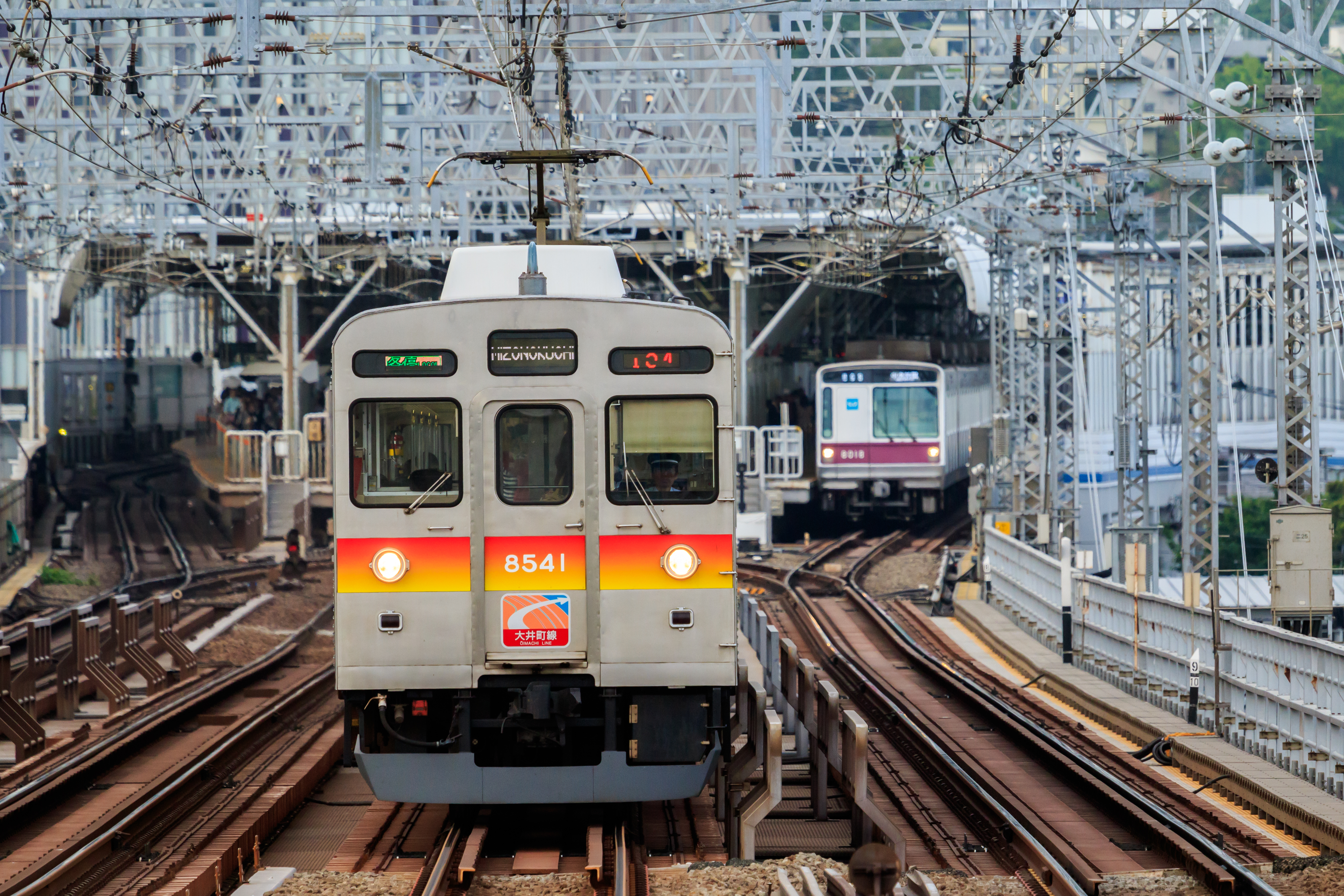
大井町線用の東急8500系電車、二子玉川駅から撮影
（2017年5月7日）

従来は、上りホームが現行のホームとほぼ同じ位置に、下りホームが現行下り線内側にあったが、移設・解体・再建を経て現行構造となり、前述したバリアフリー対応とされた。なお、複々線化完成に先行して上下ホーム内側に通過線2本が完成したが、溝の口方が未完成であったため一時期には大井町線列車などの留置線としても使用された。
| 上りホーム |

| . |

| 解体・再建 |

| 新ホーム |

| . |

| 下りホーム |

| （不使用） |

| 上り専用 |

| 撤 去 |

| ホーム新設 |

| 新ホーム |

| . |

| . |

| . |

## 利用状況
2024年度（令和6年度）の1日平均乗降人員は20,845人である。
近年の1日平均乗降・乗車人員の推移は以下の通り。
- 1日平均乗車人員は神奈川県県勢要覧を参照。

| 年度               | 1日平均 乗降人員 | 1日平均 乗車人員 | 出典     |
| ------------------ | ---------------- | ---------------- | -------- |
| 1995年（平成07年） |                  | 7,769            | [ * 1 ]  |
| 1998年（平成10年） |                  | 7,839            | [ * 2 ]  |
| 1999年（平成11年） |                  | 7,791            | [ * 3 ]  |
| 2000年（平成12年） |                  | 7,683            | [ * 3 ]  |
| 2001年（平成13年） |                  | 7,755            | [ * 4 ]  |
| 2002年（平成14年） | 14,921           | 7,716            | [ * 5 ]  |
| 2003年（平成15年） | 15,423           | 7,932            | [ * 6 ]  |
| 2004年（平成16年） | 16,193           | 8,277            | [ * 7 ]  |
| 2005年（平成17年） | 16,652           | 8,509            | [ * 8 ]  |
| 2006年（平成18年） | 17,216           | 8,812            | [ * 9 ]  |
| 2007年（平成19年） | 18,282           | 9,352            | [ * 10 ] |
| 2008年（平成20年） | 18,633           | 9,459            | [ * 11 ] |
| 2009年（平成21年） | 19,002           | 9,632            | [ * 12 ] |
| 2010年（平成22年） | 18,870           | 9,545            | [ * 13 ] |
| 2011年（平成23年） | 18,385           | 9,299            | [ * 14 ] |
| 2012年（平成24年） | 19,145           | 9,658            | [ * 15 ] |
| 2013年（平成25年） | 19,837           | 10,019           | [ * 16 ] |
| 2014年（平成26年） | 19,963           | 10,059           | [ * 17 ] |
| 2015年（平成27年） | 21,266           | 10,714           | [ * 18 ] |
| 2016年（平成28年） | 21,391           | 10,789           | [ * 19 ] |
| 2017年（平成29年） | 21,609           | 10,891           | [ * 20 ] |
| 2018年（平成30年） | 21,866           | 11,010           | [ * 21 ] |
| 2019年（令和元年） | 21,734           |                  |          |
| 2020年（令和02年） | 16,150           |                  |          |
| 2021年（令和03年） | 17,903           |                  |          |
| 2022年（令和04年） | 19,168           |                  |          |
| 2023年（令和05年） | 20,099           |                  |          |
| 2024年（令和06年） | 20,845           |                  |          |

## 駅周辺
駅周辺は住宅街が広がる。

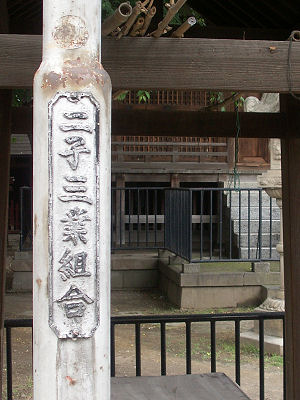
かつての「二子三業組合」が町内に建てた街灯柱が、今も町内各所で使用され続けている（二子神社付近）

- 多摩川：週末になるとバーベキューなど行楽で訪れる人々で賑わう。
  - 二子橋
- 二子神社
  - 岡本かの子文学碑「誇り」：岡本太郎制作。
- 川崎歴史ガイド：大山街道コースの出発地。
- 川崎諏訪郵便局
- 小黒恵子童謡記念館：徒歩約13分。土日のみ開館。
- 高津スポーツセンター：徒歩約8分。
- 川崎市制記念多摩川花火大会

### バス路線
東急バス
- 二子神社前
  - 西方向
    - <向02> 向ヶ丘遊園駅東口行（高津営業所・久地駅前経由）
    - <渋12> 高津営業所行※土曜夜1本のみ
    - <玉12> 高津営業所行

  - 東方向
    - <向02> 二子玉川駅行
    - <玉12> 駒沢大学駅行（二子玉川経由）
    - <玉06> 砧本村行（同上）※1日1 - 2本のみ（5・6時台）

## 隣の駅
東急電鉄
 田園都市線
■急行・■準急
通過
■各駅停車
二子玉川駅 (DT-07) - 二子新地駅 (DT-08) - 高津駅 (DT-09)
 大井町線
■急行・□各駅停車（種別幕が緑のもの）
通過
■各駅停車（種別幕が青のもの）
二子玉川駅 (OM-15) - 二子新地駅 (DT-08) - 高津駅 (DT-09)